# Hincksella cylindrica
Hincksella cylindrica is een hydroïdpoliep uit de familie Syntheciidae. De poliep komt uit het geslacht Hincksella. Hincksella cylindrica werd in 1888 voor het eerst wetenschappelijk beschreven door Bale. 